# Raveniola pontica
Raveniola pontica är en spindelart som först beskrevs av Sergei Aleksandrovich Spassky 1937.  Raveniola pontica ingår i släktet Raveniola och familjen Nemesiidae. Inga underarter finns listade i Catalogue of Life.